# Памятники Пскова

Памятники Пскова —  образцы монументального искусства, установленные в честь выдающихся личностей и персоналий, а также знаменательных событий прошлого времени и новейшей истории.

## Памятники Пскова

### Открытые до 1991 года
- В честь трёхсотлетия Обороны 1581 г. на петровском бастионе у Свинорской башни (заложен в 1881 г.; в 1882 г. одобрен рисунок художника-любителя Кислинского А. М.; открыт после «исправления» «временного» по проекту городского арх. Нестурха Ф. П. в 1897 г.);
- Обелиск в сквере Павших борцов (1928 г.).

Надпись на памятнике: «От трудящихся гор. Пскова Борцам за дело Пролетарской Революции замученным в 1919 году в гор. Пскове белогвардейскими бандами Булак-Булаховича». Разобран наполовину немецко-фашистскими захватчиками, на вершине усечённого обелиска установлена свастика. Восстановлен в 1945 г., мемориальная доска на нём отлита и установлена в 1946 г.
- В. И. Ленину у Дома Советов со стороны ул. Некрасова (открыт 7 ноября 1945 г.; ск. Манизер М. Г.); Памятник искусства местного значения[1].
- С. М. Кирову у Дома Советов со стороны Октябрьского пр. (первоначально открыт в 1937 г., ск. Томский Н. В., в 1942 г. вывезен немцами на переплавку; новый памятник открыт 5 января 1946 г., ск. Манизер М. Г. по типовой модели, в 1953 г. увеличена высота постамента, арх. Дидрихс К. А.; отлит на заводе «Монументскульптура»);
- В. И. Ленину на площади Ленина (открыт 6 ноября 1960 г.; ск. Арапов Г. Е., арх. Бутенко П. С.);
- Монумент в честь первых побед Красной армии в Крестах (ск. Г. И. Мотовилов, арх. И. Д. Билибин)

Торжественно открыт 23 февраля 1969 г. в присутствии Маршалов Советского Союза А. А. Гречко (в то время Министр обороны СССР), И. Х. Баграмяна, С. К. Тимошенко, В. И. Чуйкова. Обелиск высотою 46,4 м. Надпись: «Доблестной Рабоче-Крестьянской Красной Армии, её бойцам, командирам и политработникам в честь первых и славных побед над империалистическими захватчиками в 1918 году». Сооружён по постановлению ЦК КПСС и Совета Министров СССР от 21 января 1967 г.
- Вечный огонь у могилы Неизвестного солдата на пл. Победы. Композиция из оружейных стволов «Салют Победы». (23 июля 1974 г.; Смирнов В. П., Катаев Л. Н., Васильковский В. О., Бутенко П. С.) Огонь зажжен от Вечного огня на Марсовом поле в Ленинграде.
- Памятник-танк на площади у моста 50-летия Октября, установлен 23 июля 1974 года; символизирует воинскую славу танкистов-участников освобождения Пскова в 1944 году, форсировавших Великую в составе войск 372-го полка 128-й стрелковой дивизии 3-го Прибалтийского фронта (памятник установлен 23 июля 1974 года).

Надписи на досках, прикрепленных на постаменте:
«23 июля 1944 года войска 3 Прибалтийского фронта освободили город Псков от немецко-фашистских захватчиков. Слава Советской армии. Вечная память павшим героям».
«В ознаменование одержанной победы 128 и 376 стрелковым дивизиям, 52 отдельному гвардейскому тяжелому пушечному артиллерийскому краснознаменному дивизиону, 631 армейскому зенитному артиллерийскому полку присвоено наименование Псковских»,
«В ознаменование одержанной победы 122 армейскому минометному полку, 38 отдельному моторизованному понтонно-мостовому батальону и 85 отдельному полку связи присвоено наименование Псковских».
- А. С. Пушкину и Арине Родионовне — «Пушкин и крестьянка» (1983 г.; ск. Комов О. К., арх. Константинов). Памятник искусства местного значения[1].
- Памятник-бюст Я. Сибелиусу в Сквере Породнённых городов (1986 г.);
- Памятник-бюст дважды Героя Социалистического труда Кикоина И. К. в сквере между домами № 38 и 40 по Октябрьскому проспекту (1988 г.; ск. Кербель Л. Е.; арх. Иванов И. Л.)

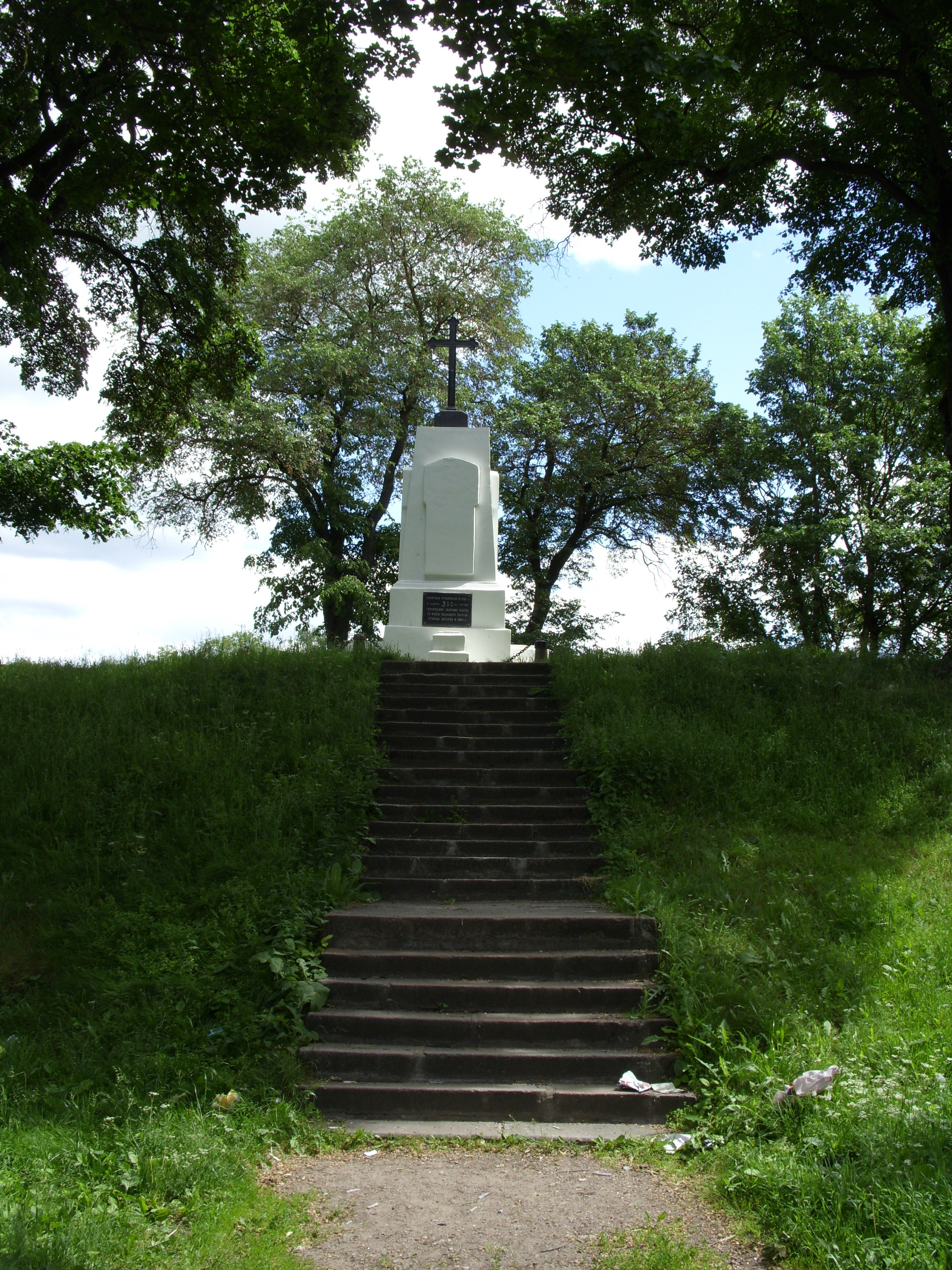
300-летию Обороны 1581 г.
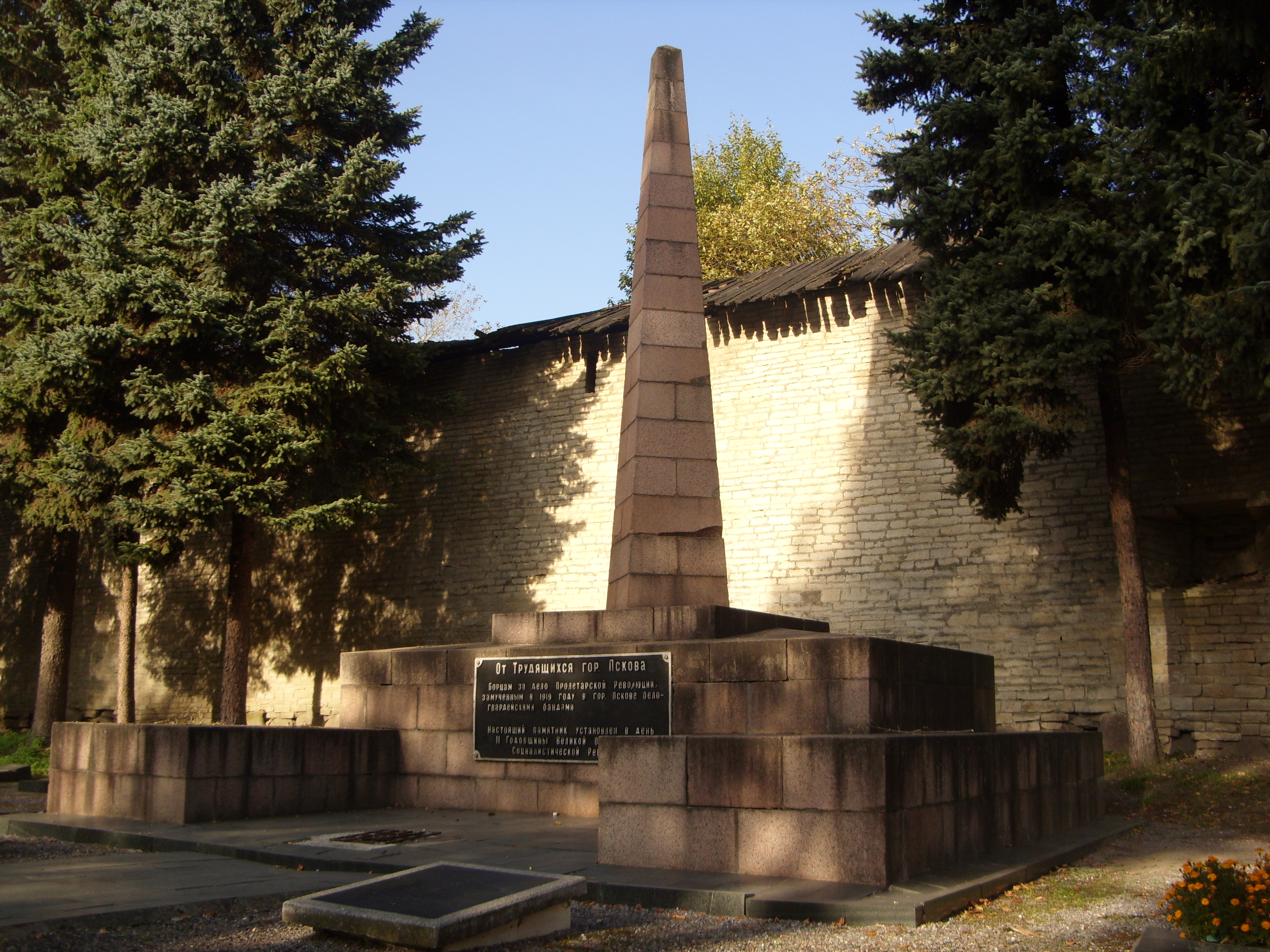
Обелиск Борцам революции
Памятник Ленину у Дома Советов
Памятник Неизвестному солдату
Памятник Ленину на пл. Ленина (ск. Арапов, арх. П. С. Бутенко)
Монумент в честь первых боёв Красной армии в Крестах (1969 г.)
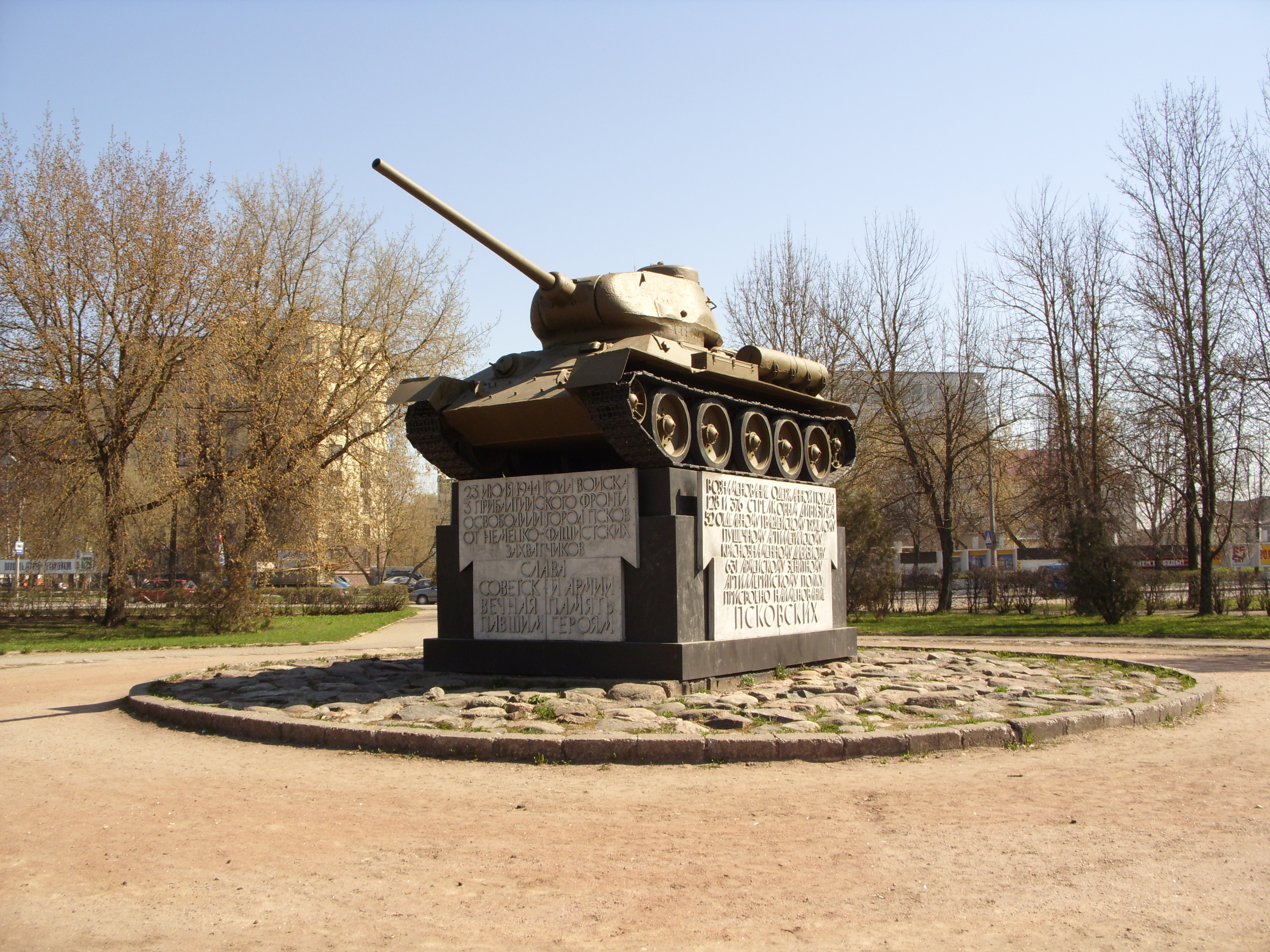
Танк Т-34

### Открытые в 1991—2020 годы
- Александру Невскому на горе Соколиха (Сокольница), открыт 24 июня 1993 года (ск. Козловский И. И.; арх. Бутенко П. С.; конкурс всесоюзный 1968 г.); памятник дружинам Александра Невского установлен в удалении почти на 100 км от реального места Ледового побоища 1242 года. Сооружён по постановлению ЦК КПСС и Совета Министров СССР от 21 января 1967 г. Изначально планировалось создать памятник на острове Вороньем, что географически было бы более точным решением[3].
- «Два капитана» — В. А. Каверину (1995 г.; ск. Белов М., Ананьев А.);
- Памятник-бюст Кутузову М. И. в Кутузовском сквере (открыт 19 сентября 1997 г.; ск. Шувалов В.);
- Десантникам 6-й роты 104-го Гвардейского полка 76-й дивизии ВДВ в Черёхе (открыт 2 августа 2002 г.);
- Княгине Ольге на Рижском пр. (открыт 22 июля 2003 г.; ск. Церетели З. К.);
- Княгине Ольге на Октябрьской пл. (открыт 23 июля 2003 г.; ск. Клыков В. М.);
- Стела «Город воинской славы» на пл. Победы (открыта 22 июля 2010 г.; ск. Щербаков С. А.; арх. Воскресенский И. Н., Перфильев В. В.)[4]. Установлена в соответствии с Федеральным законом "О почетном звании Российской Федерации «Город воинской славы» от 9 мая 2006 г. (№ 68-ФЗ) на средства областного бюджета[5].
- Героям Первой Мировой войны в Привокзальном сквере (открыт 22 августа 2014 г.; ск. Щербаков С. А., арх. Пославский Б.).
- Памятник-бюст Герою Советского Союза Семену Григорьевичу Байкову в сквере на пересечении улиц Западная и Байкова (открыт 24 июля 2015 г.).
- Солдатам Первой Мировой войны у дома № 4 по Георгиевской ул., где в 1914—1917 гг. располагался штаб Северного фронта (открыт 6 августа 2015 г.; ск. Пальмин А.)[6]
- Памятник Савве Ямщикову у Покровской башни (открыт 8 октября 2020 г.)[7].

Памятник княгине Ольге (ск. В. М. Клыков)
М. И. Кутузову
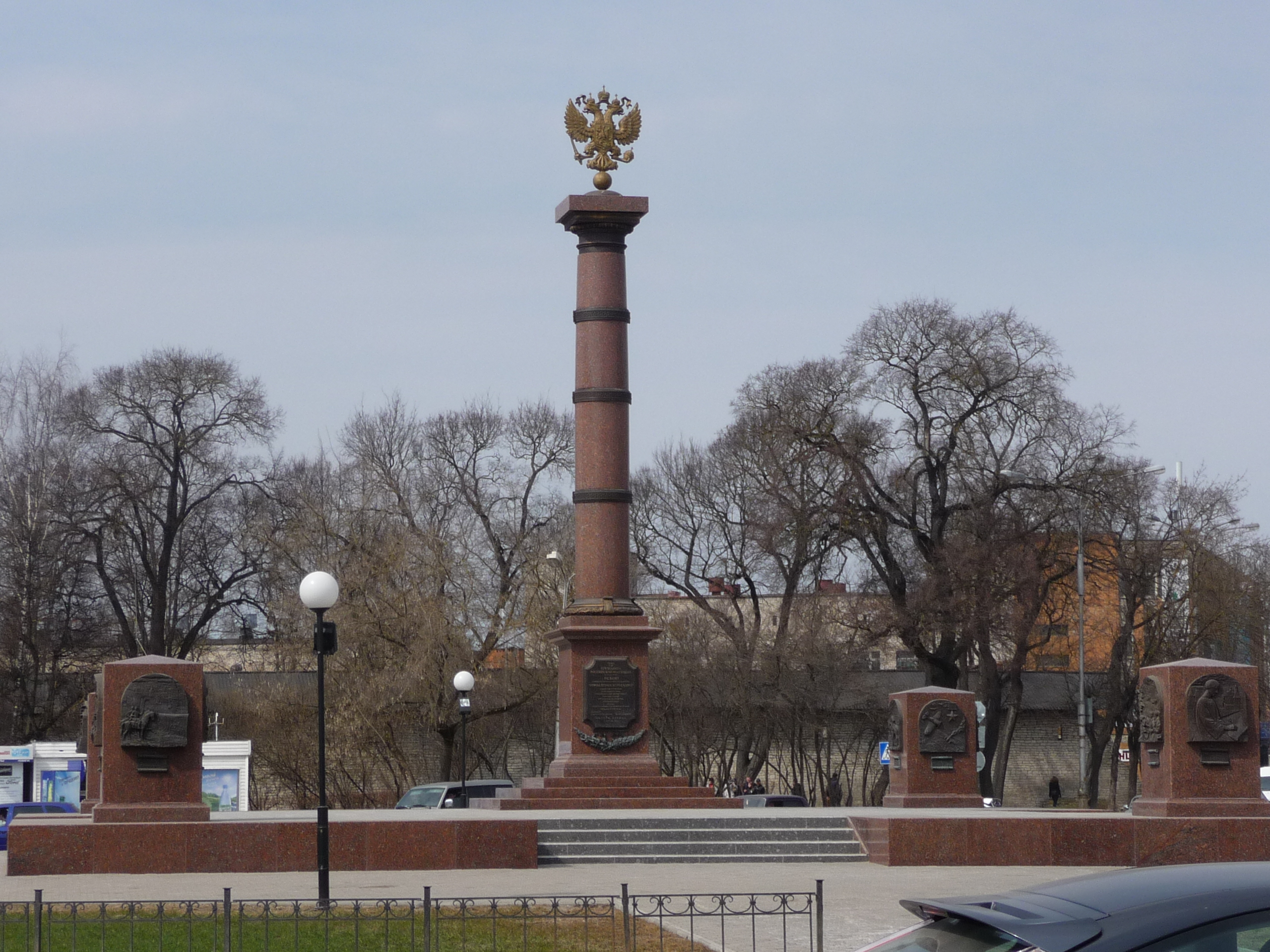
Стела "Город воинской славы"
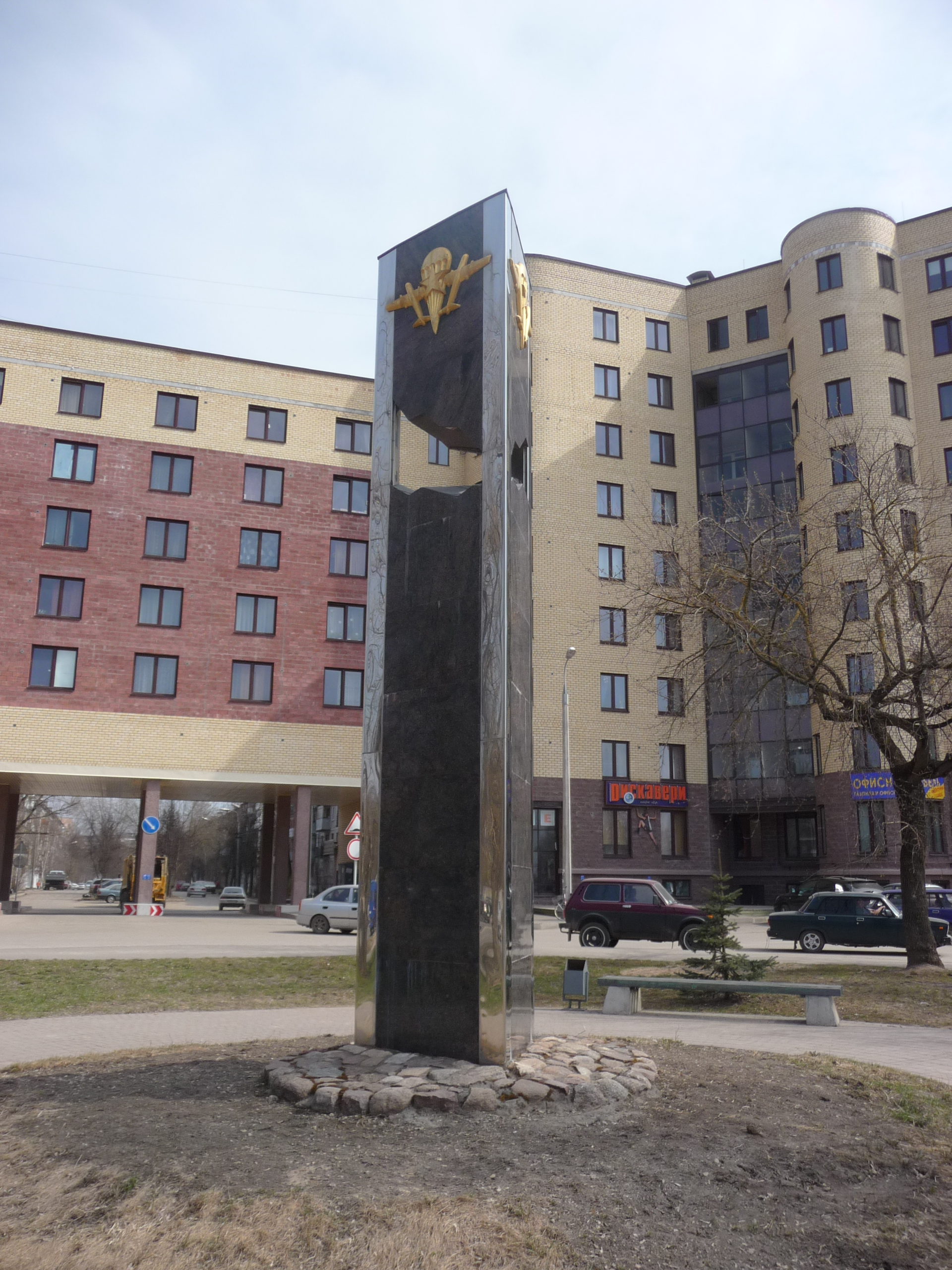
Памятный знак Героям-десантникам
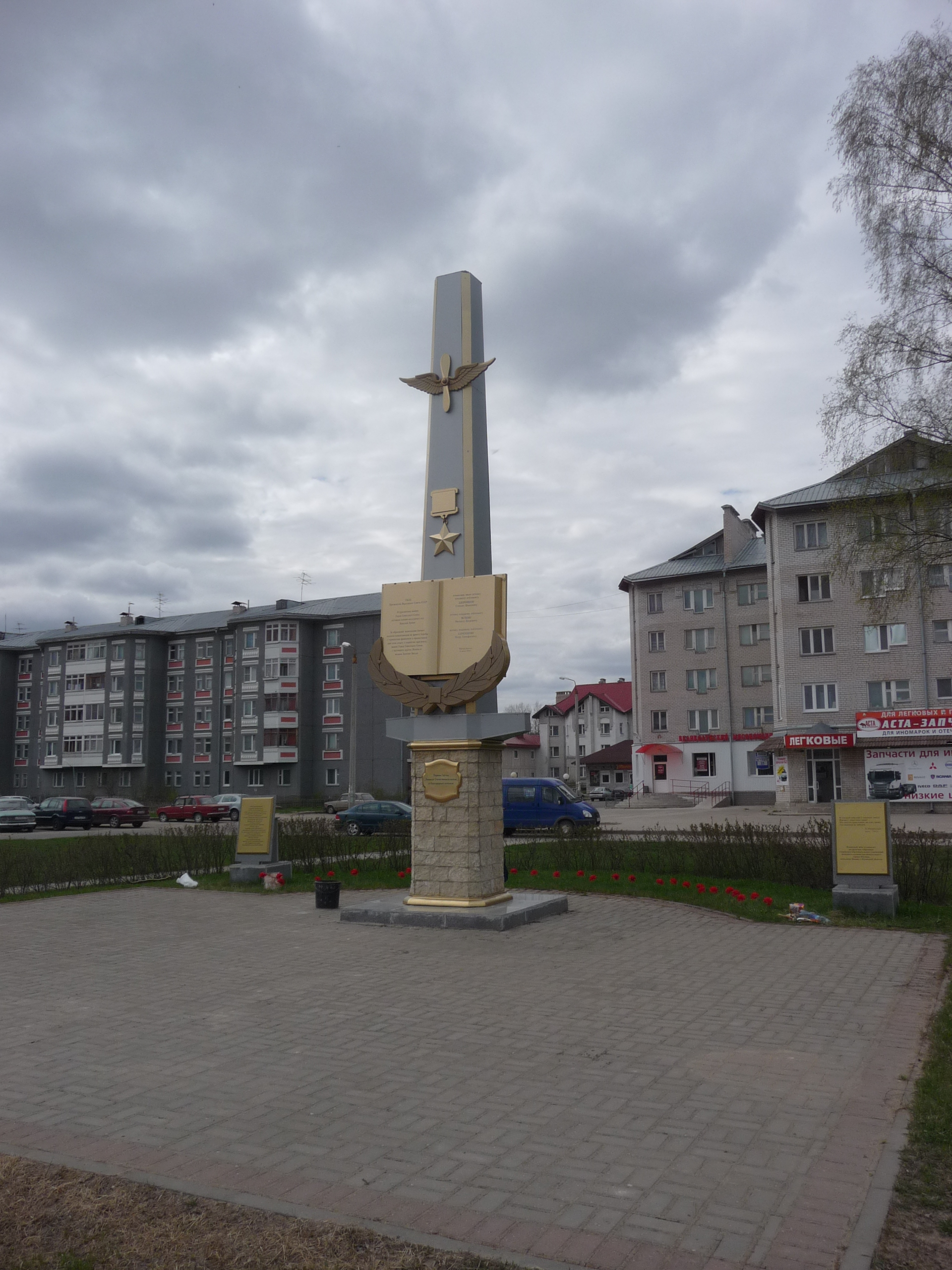
Памятник псковским лётчикам-первым героям Великой Отечественной войны
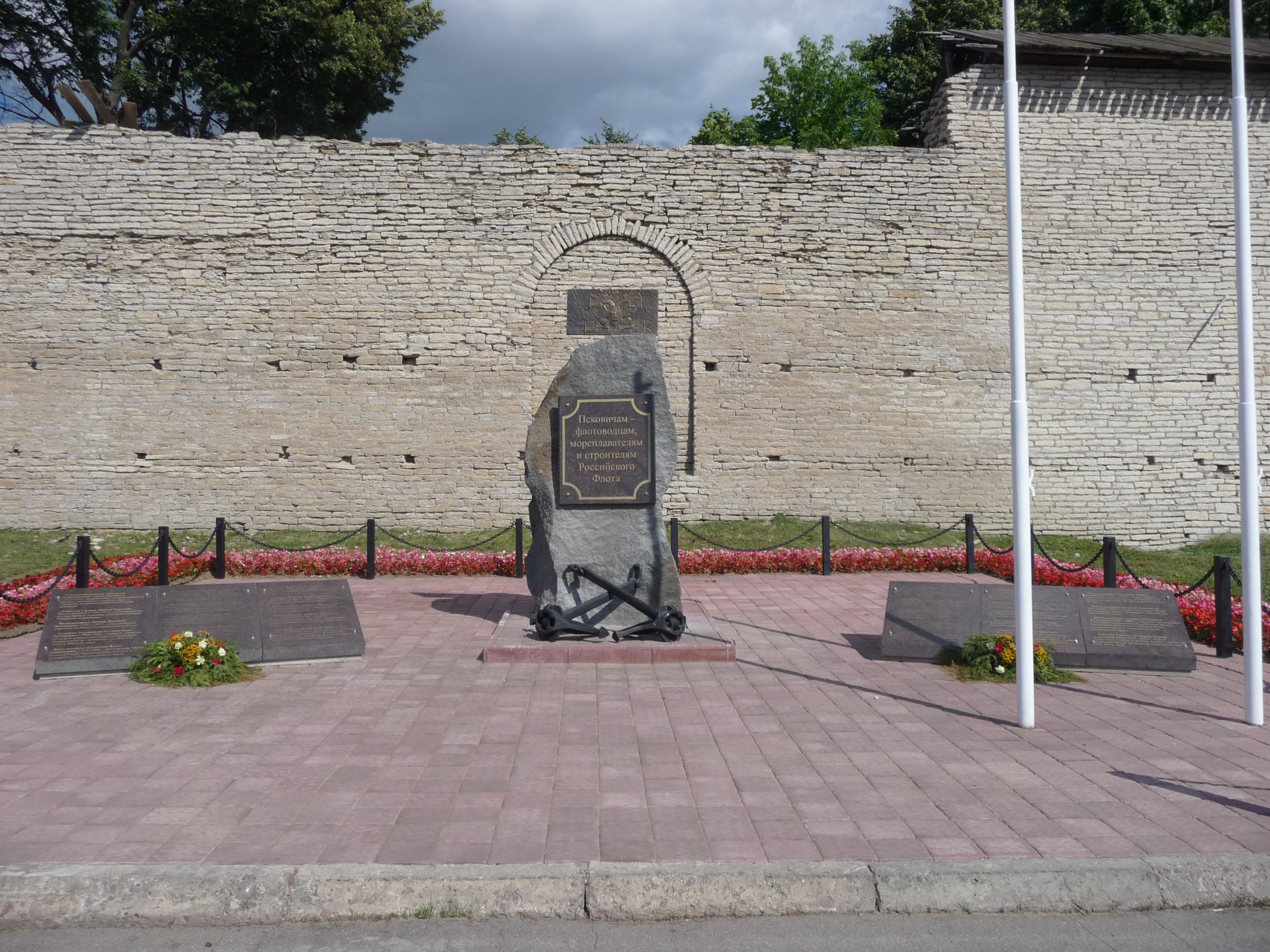
Памятник псковичам флотоводцам

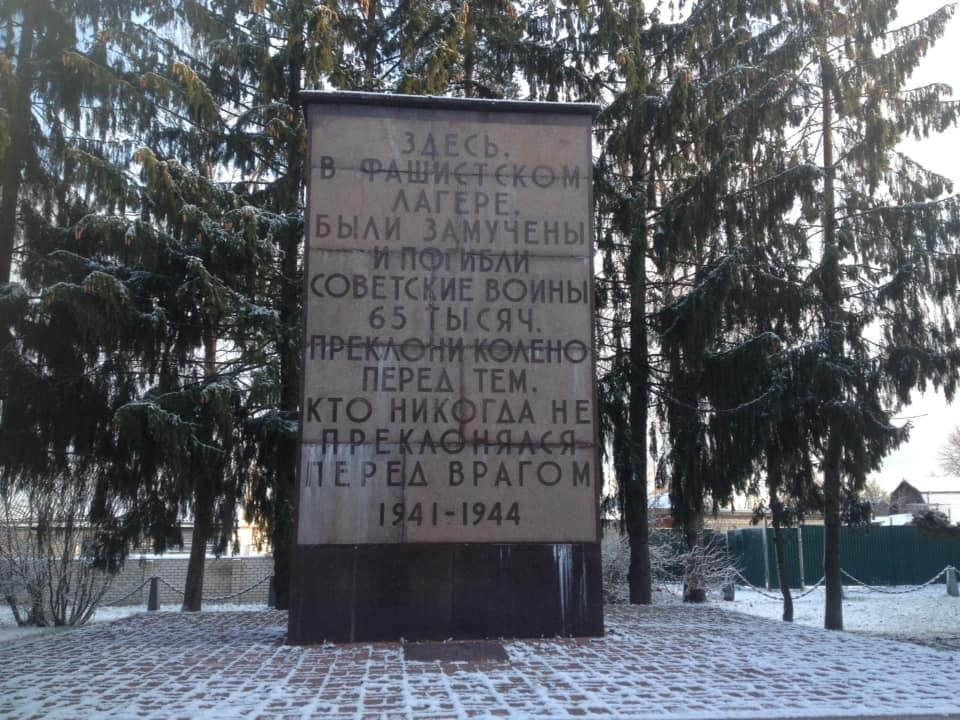

## Утраченные памятники
- Александру II Освободителю (открыт в 1886 году, снесён большевиками в 1919 году; ск. А. М. Опекушин)
- В. И. Ленину у Дома Советов (1925 г.; ск. Харламов М. Я.)
- И. В. Сталину в Крестах
- М. И. Калинину в Кутузовском сквере (гипсовый)

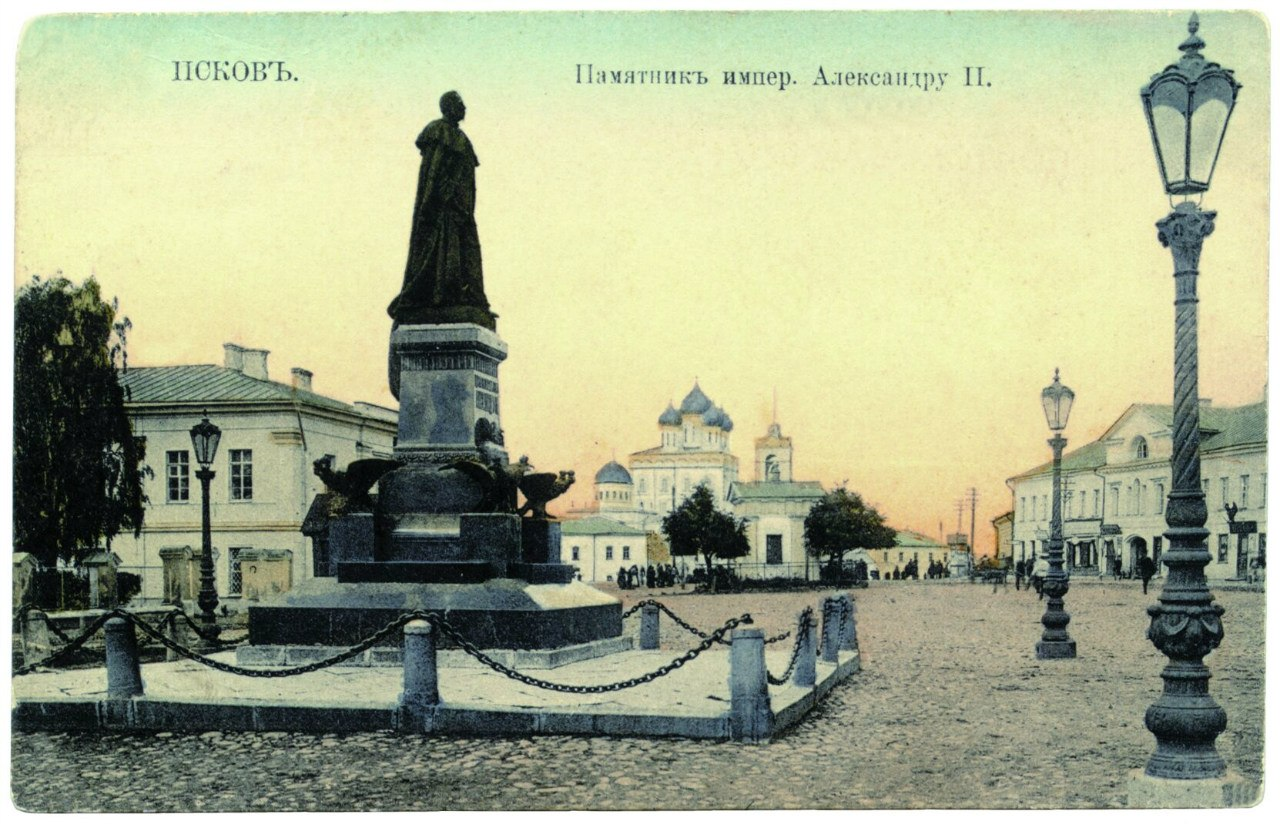

## Неосуществлённые памятники. Проекты
- «Десантное Братство». Завеличье, перекрёсток Рижского пр. и ул. Горького (на Четырёх Углах). Конкурс 2008 г.

## Памятные доски

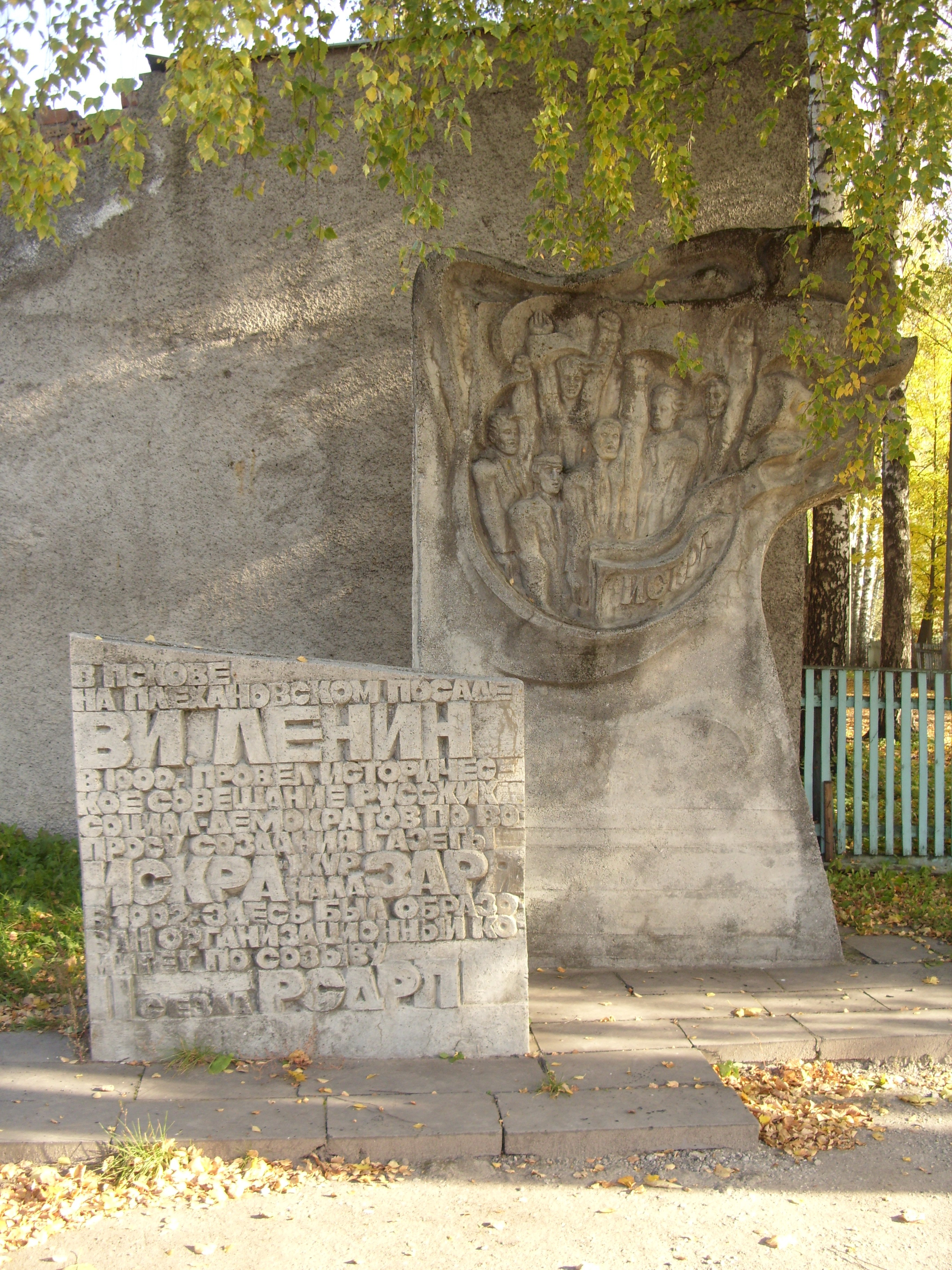
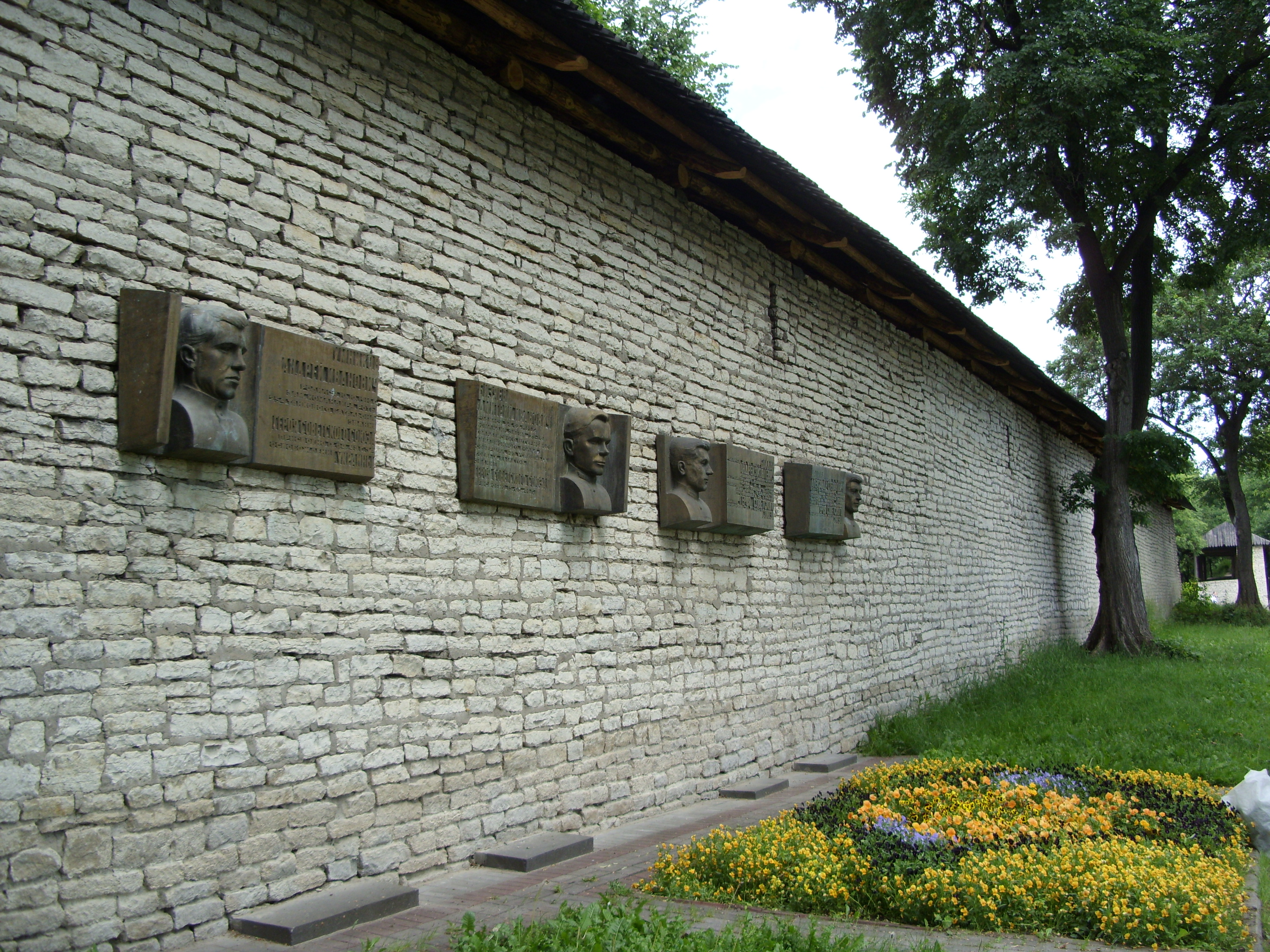
Ю. П. Спегальскому
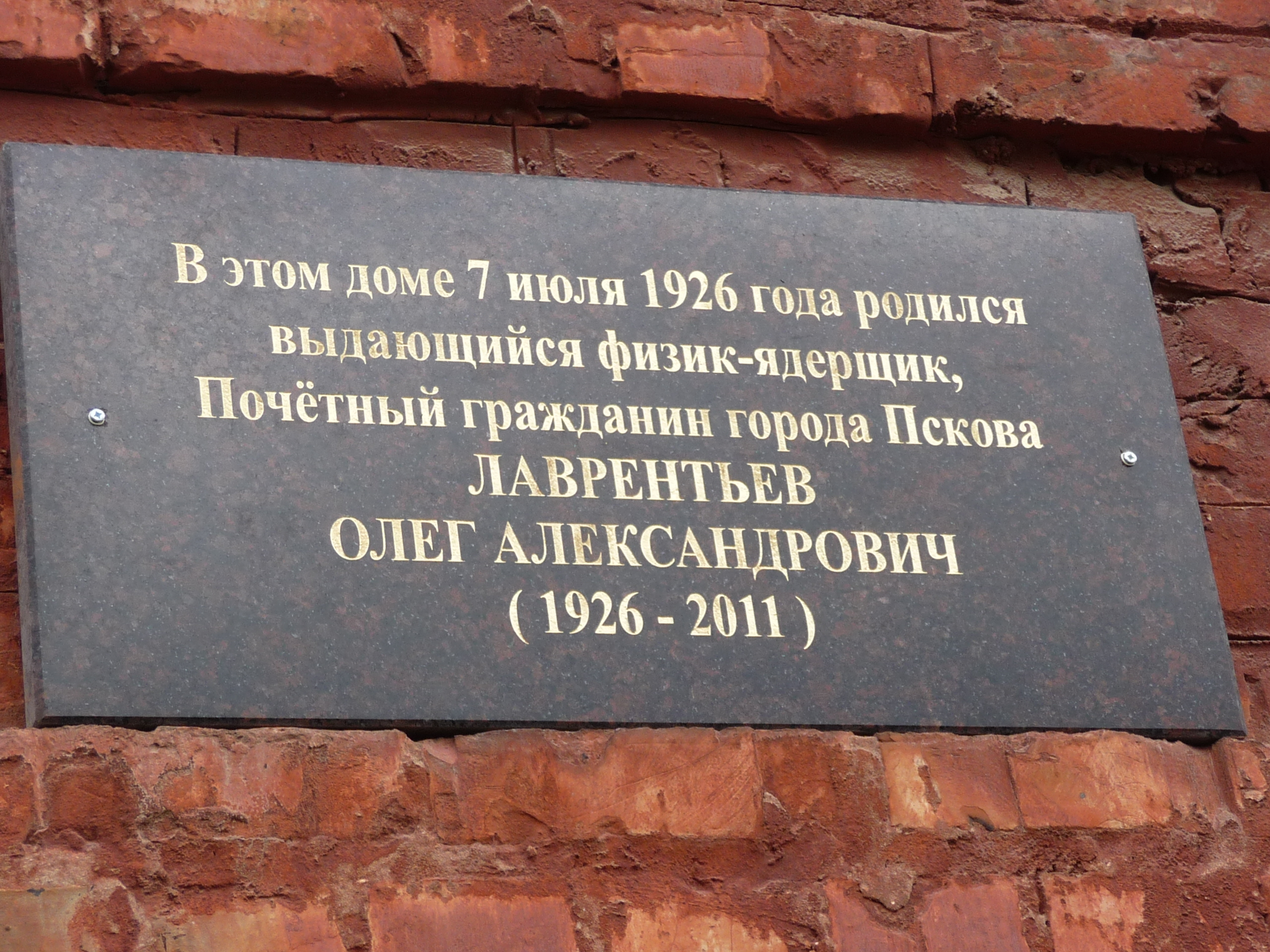
Лаврентьеву О.А
А.В.Лукину
С.В.Ямщикову